# Jacek Tylicki
 (juillet 2020).
Si vous disposez d'ouvrages ou d'articles de référence ou si vous connaissez des sites web de qualité traitant du thème abordé ici, merci de compléter l'article en donnant les références utiles à sa vérifiabilité et en les liant à la section « Notes et références ».
Jacek Tylicki, né le 16 juin 1951 à Sopot, est un artiste contemporain américain d'origine polonaise. Un des représentants de l’art conceptuel. Dans son projet lancé en 1973, il s’est servi, d’une façon directe (sans ingérence de l’homme) de la nature en tant que médium créateur. Ainsi, lors de ses nombreux voyages, il continue à réaliser le cycle de travaux intitulé Natural Art. 

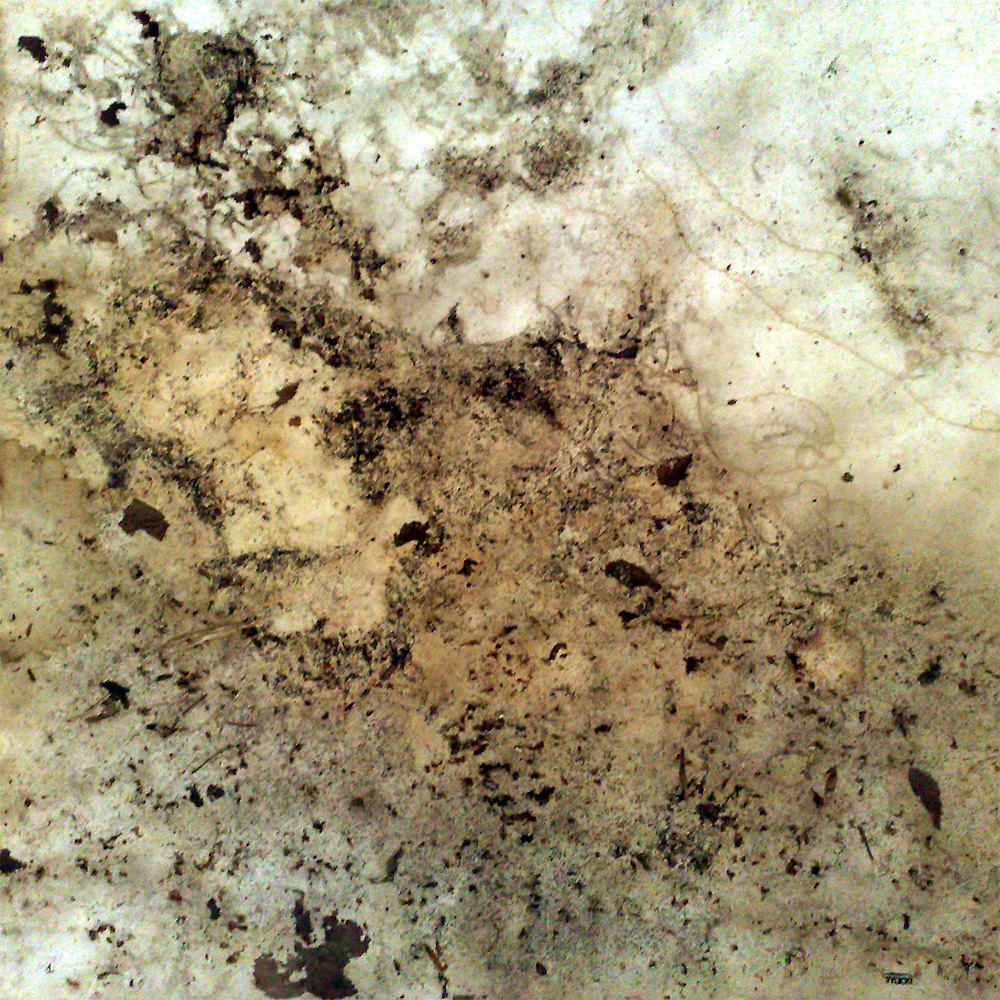
Natural Art No 1, 4 jours dans le pré, le Sud de la Suède. Papier aquarelle. 460 × 460 mm. 16/07 - 20/07 1973

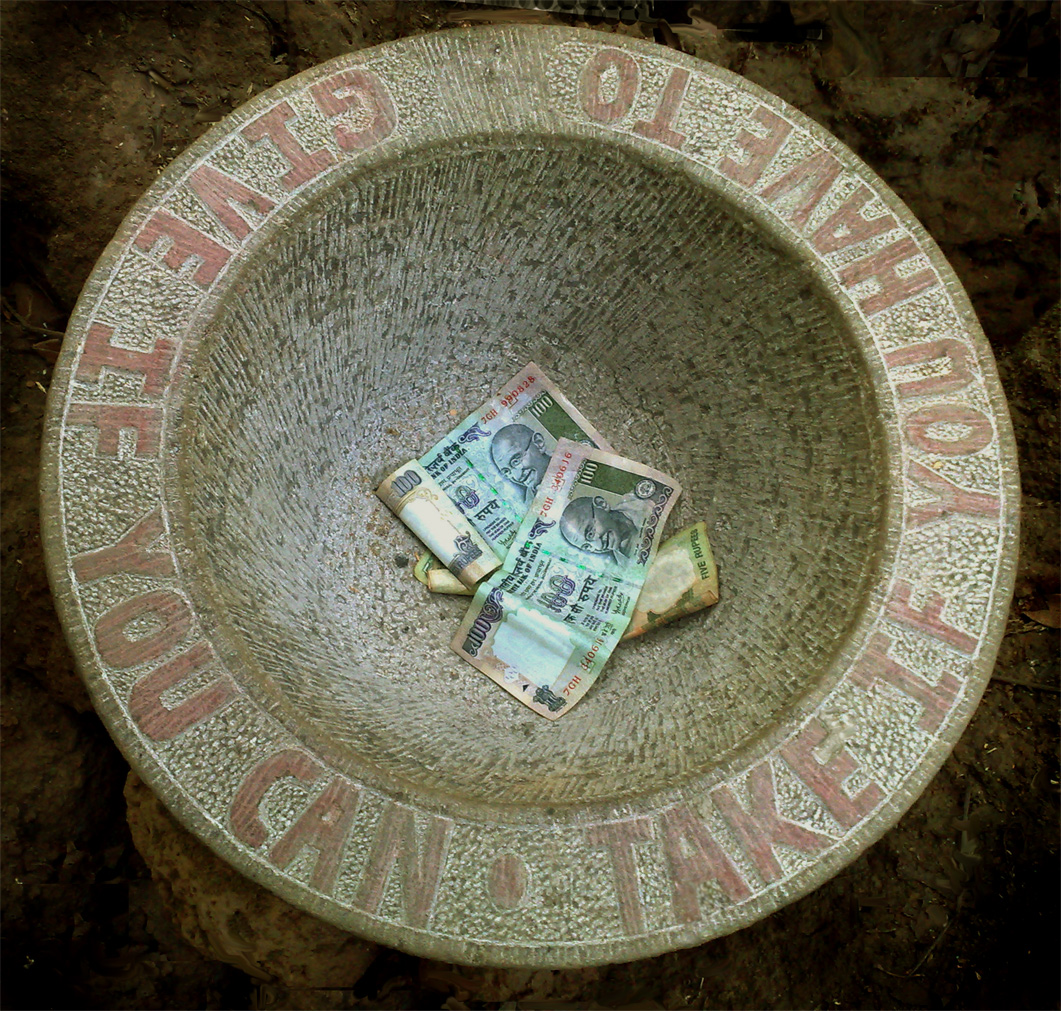
Sculpture en pierre, Donne si tu peux – Prends si tu dois. Dans la jungle du Arambol. Inde. 2009

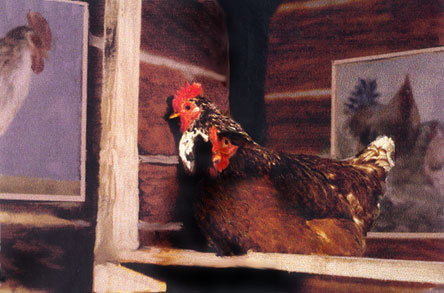
InstallationChicken Art, Now Gallery, New York, 1987

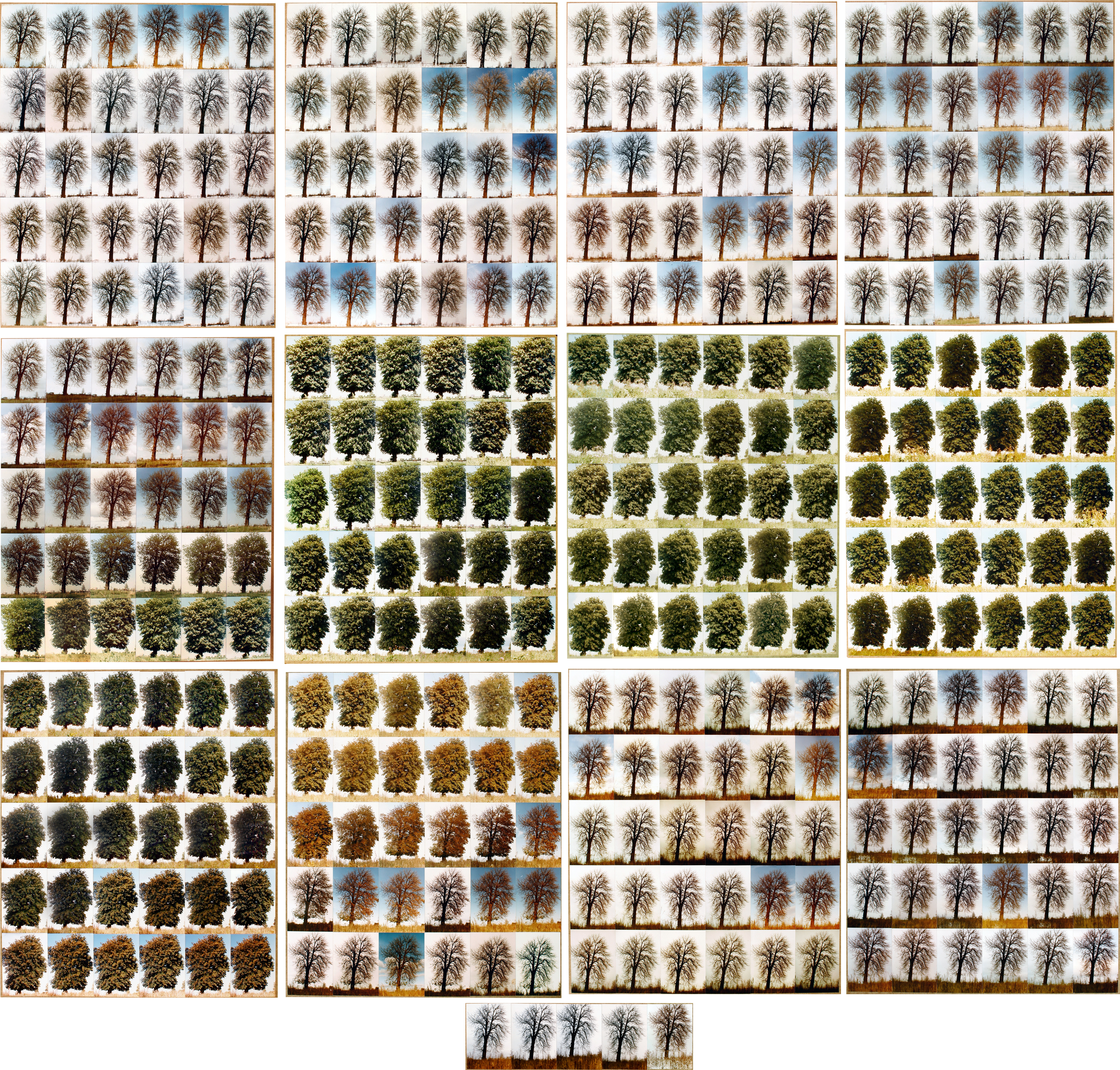
365 jours, une photo d’un arbre par jour, Lund, Suède, 1979

## Œuvres
Dans ses créations, il utilise le Land art, l'Installation, la vidéo et la photographie. Il aborde souvent des sujets sociaux et politiques.
En 1973, Tylicki commence le cycle intitulé « Natural Art » en laissant emporter par le vent des pièces de toile ou des feuilles de papier et en les laissant pendant un certain temps dans la nature (Suède, Pologne, Inde, Islande, États-Unis). Ainsi, il exige de celle-ci une attitude réservée jusqu’à présent à l’artiste, c’est-à-dire la création de formes.
De 1974 à 1990, il édite le périodique intitulé « Anonymous Artists », en lançant l'idée de créer tout en restant anonyme. Il invite des artistes à y présenter leurs œuvres sans les signer.
En 1985, il crée l’Installation intitulée Chicken Art. Il transforme sa galerie à New York en un poulailler, où de vraies poules regardent des tableaux réalistes représentant des poules, des poussins ou des coqs. De même, il déclare : « Pour la poule, la chose la plus belle est une autre poule».
Une autre installation qui mérite d’être mentionnée est « Free Art » pour laquelle des artistes de New York distribuaient leurs travaux gratuitement.
La photographie joue un rôle important dans sa création afin d'enregistrer la fugacité et la valeur passagère de cette dernière. 

## Exemples d’expositions individuelles
- Galerie Porten, Lund, Suède, 1976
- BTJ Gallery, Lund, Suède, 1979
- Gallery 38, Copenhague, Danemark, 1979
- Galeria Sien Gdanska, Gdańsk, Pologne, 1979
- Galerie St. Pietri, Lund, Suède, 1979
- Galeria Akumulatory 2, Poznań, Pologne, 1979
- Galerie Sudurgata 7, Reykjavik, Islande, 1979
- Galerie Kanal 2, Copenhague, Danemark, 1980
- Galeria BWA, Sopot, Pologne, 1980
- Galerie Sudurgata 7, Reykjavík, Islande, 1980
- Club 57, New York, États-Unis, 1982
- Now Gallery, Chicken Art, New York, États-Unis, 1985
- Fashion Moda Gallery, Attack, New York, États-Unis, 1986
- Now Gallery, Free Art, New York, États-Unis, 1987
- U Gallery, New York, États-Unis, 1995

## Exemples d’expositions collectives
- Galeriet, Lund, Suède, 1976
- Galerie Brass, Malmö, Suède, 1977
- EXEN, Copenhague, Danemark, 1979
- Nordic Experimental Art Festival, Islande, 1979
- Experimental Environment II, Living Art Museum, Islande, 1980
- New Avantgarde, BWA, Sopot, Pologne, 1981
- ARTEDER International, Bilbao, Espagne, 1982
- Now Gallery, New York, États-Unis, 1984
- Avenue B Gallery, New York, États-Unis, 1984
- 8BC Gallery, New York, États-Unis, 1985
- Nite Gallery, New York, États-Unis, 1985
- Fusion Gallery, New York, États-Unis, 1986
- Artifacts Gallery, Miami, États-Unis, 1986
- No-Se-N Gallery, New York, États-Unis, 1986
- Sculpture Garden, New York, États-Unis, 1986
- Binghamton University Gallery, État de New York, États-Unis, 1987
- Fashion Moda Gallery, New York, États-Unis, 1986
- Limelight, New York, États-Unis, 1988
- Foundation SFINKS, Sopot, Pologne, 1993
- Akademie Der Kunste, Berlin, Allemagne, 1994
- SFINKS, Sopot, Pologne, 2002
- Land Art Festival, Toruń, Pologne, 2011
- Zachęta National Gallery of Art, Varsovie, Pologne, 2012
- Dublin Biennial, Dublin, Irlande, 2012
- MOCAK - Museum of Contemporary Art de Cracovie, Pologne, 2013